# Tommy Bolin
Pour les articles homonymes, voir Bolin.
Tommy Bolin est un guitariste et chanteur américain né le 1er août 1951 à Sioux City, dans l'Iowa, et mort le 4 décembre 1976 à Miami, en Floride. Il a notamment fait partie des groupes James Gang et Deep Purple (Mark IV) avant sa mort par overdose à l'âge de 25 ans.

## Biographie
À l'âge de 13 ans à peine, Thomas Richard Bolin forme le groupe The Miserlous, avant d'être recruté par une autre formation, Denny and The Triumphs, formée de Dave Stokes au chant, Brad Miller à la guitare rythmique, Steve Bridenbaugh à l'orgue et aux chœurs, Denny Foote à la basse, Brad Larvick à la batterie, et bien sûr Tommy à la guitare solo. Ils jouent un mix de rock and roll, R&B et les succès pop du moment. Après quelques mois, le groupe change de nom et devient A Patch Of Blue lorsque le bassiste Denny Foote part pour être remplacé par le frère du batteur, George Larvick Jr. Enregistré en 1967, un des concerts de A Patch Of Blue a été gravé sur disque en 1999 Patch of Blue Live!.
En 1969, il forme le groupe Zephyr à Boulder au Colorado, avec Candy Givens au chant et à l'harmonica, John Farris aux claviers, David Givens à la basse et le batteur Robbie Chamberlin. Ils publient un premier album en 1969 Zéphyr, puis après un changement de personnel, un deuxième album voit le jour en 1971, Going Back To Colorado.  
En 1972, Tommy Bolin quitte le groupe pour former un autre groupe de jazz blues/rock, Energy. Aucun album n'a été publié du vivant de Bolin, mais plusieurs ont été publiés à titre posthume.
En 1973, il est recruté pour son jeu précis et incisif par le batteur Billy Cobham avec lequel il joue sur l'album Spectrum, où apparaissent les deux titres Red Baron et Stratus, avec Leland Sklar à la basse et Jan Hammer aux claviers. Après le départ du guitariste Domenic Troiano, Tommy le remplace au sein du James Gang qui publie alors l'album Bang en 1973, suivi en 1974 de l'album Miami avant de quitter le groupe.
Toujours en 1974, le batteur et claviériste Alphonse Mouzon l'accueille sur l'album Mind Transplant.
À l'été 1975, Bolin rejoint Deep Purple pour l'album Come Taste the Band puis part le 19 juillet 1976 lorsque le groupe se sépare et retourne en Amérique pour former le Tommy Bolin Band avec l'ex-Santana Narada Michael Walden à la batterie. 
Il a réalisé deux albums solo, Teaser en 1975, sur lequel on retrouve entre autres Phil Collins aux percussions, Glenn Hughes au chant ainsi que le compositeur et producteur canadien David Foster et Jan Hammer aux synthétiseurs et Private Eyes en 1976. 
Bolin meurt le 4 décembre 1976 à 25 ans, à la suite d'une surdose d'héroïne au Newport Hotel de Miami en Floride.

## Discographie

### Solo

#### Albums studio
- 1975 : Teaser - Avec Phil Collins, Jan Hammer et David Foster
- 1976 : Private Eyes

#### Album en concert
- 1997 : Live at Ebbets Field 1976 - Enregistré live en 1976

#### Compilations, inédits et sessions d'improvisation
- 1989 : The Ultimate: The Best of Tommy Bolin - Compilation
- 1996 : From the Archives, Vol. 1 - Inédits
- 1997 : 1976: In His Own Words - Interviews
- 1997 : The Bottom Shelf - Inédits
- 1999 : Come Taste the Man - Inédits
- 1999 : Snapshot - Inédits
- 2000 : Naked - Inédits
- 2002 : Naked II - Inédits
- 2002 : After Hours: The Glen Holly Jams – Volume 1 - Jam Sessions
- 2006 : Whips and Roses 1 - Inédits provenant des sessions de Teaser
- 2006 : Whips and Roses 2 - Idem
- 2008 : The Ultimate Redux - Compilation et inédits
- 2009 : Fever - Coffret compilation de 15 CD - Avec The House Band, incluant Phil Collins sur Blues Jam.
- 2011 : Teaser Deluxe - Remix
- 2013 : Whirlwind - Compilation et inédits
- 2014 : Captured Raw Jams, Vol. 1 - Jam Sessions

### Tommy Bolin Band
- 1997 : Live at Ebbets Field 1976
- 1997 : Live at Northern Lights Recording Studio, Maynard, MA - Concert de 1976
- 2000 : First Time Live - 1976
- 2001 : Live 9/19/76
- 2002 : Live in Miami at Jai Alai: The Final Show - 1976
- 2003 : Alive on Long Island - 1976
- 2005 : Live at the Jet Bar - 1976

### Zephyr
- 1969 : Zephyr
- 1971 : Going Back to Colorado
- 1997 : Zephyr Live At Art's Bar And Grill May 2, 1973

### Energy
- 1972 : Energy
- 1972 : The Energy Radio Broadcasts 1972
- 2001 : Live at Tulagi in Boulder and the Rooftop Ballroom in Sioux City 1972
- 2005 : Energy - 2 CD - Disc 1: Energy studio CD Disc 2: Live at Tulagi and the Rooftop Ballroom

### Billy Cobham
- 1973 : Spectrum
- 2002 : Love Child - The Spectrum Sessions
- 2004 : Rudiments : The Billy Cobham Anthology

### James Gang
- 1973 : Bang
- 1974 : Miami

### Alphonse Mouzon
- 1975  : Mind Transplant - Avec Lee Ritenour et Jay Graydon à la guitare
- 1999 : Fusion Jam

### Moxy
- 1975 : Moxy

### Deep Purple

#### Album studio
- 1975 : Come Taste the Band

#### Albums en concert
- 1977 : Last Concert in Japan
- 1995 : Live at Long Beach 1976
- 1995 : King Biscuit Flower Hour Presents: Deep Purple in Concert/On the Wings of a Russian Foxbat
- 2000 : Deep Purple: Extended Versions
- 2000 : Days May Come and Days May Go: The 1975 California Rehearsals & 1420 Beachwood Drive: The 1975 Rehearsals, Volume 2
- 2001 : This Time Around: Live in Tokyo
- 2009 : Live at Long Beach 1976
- 2011 : Phoenix Rising - Disque double incluant CD + DVD. Distribué en Allemagne exclusivement.

#### Compilations
- 1978 : The Deep Purple Singles A's and B's - Tommy guitare sur You Keep on Moving et Love Child.
- 1980 : Deepest Purple: The Very Best of Deep Purple 30th Anniversary Edition CD + DVD.
- 1985 : The Anthology
- 1998 : 30: Very Best of Deep Purple - Tommy guitare sur You Keep on Moving.
- 2005 : The Platinum Collection - Tommy joue sur You Keep on Moving, Love Child et Drifter.

#### Vidéos VHS & DVD
- 1985 : Rises Over Japan
- 2009 : History, Hits & Highlights '68–'76 - 2 DVD.
- 2011 : Phoenix Rising

### A Patch of blue
- 1999 : Patch of blue Live ! - Album double enregistré en 1967 en concert.